# Helvetica Chimica Acta
Helvetica Chimica Acta (відповідно до стандарту ISO 4 з цитуваннях літератури Helv. Chim. Acta) — щомісячний рецензований науковий хімічний журнал, заснований у 1917 році Швейцарським хімічним товариством.
Helvetica Chimica Acta охоплює всі галузі хімії. Імпакт-фактор у 2020 році склав 2,164. Згідно зі статистичними даними Journal Citation Report, журнал посідає 115 місце серед 179 журналів у категорії Мультидисциплінарна хімія.